# Port des yachts (Liège)
Le port des yachts de Liège est un port de plaisance situé le long du boulevard Frère-Orban à Liège en Belgique. Cest l'une des 32 zones portuaires gérées par le Port autonome de Liège.

## Historique
Dans le cadre des travaux de rectification du tracé de la Meuse et de ses bras et des transformations importantes opérées par Hubert-Guillaume Blonden à la fin du XIXe siècle, avec notamment la création du parc d'Avroy, de l'avenue Charles Rogier, des Terrasses et du boulevard Frère-Orban, un chenal portuaire est aménagé en 1878 le long du redressement de la Meuse. Ce chenal séparé de la Meuse par une jetée servant de débarcadère était réservé aux bateaux transportant des marchandises.
À la suite des crues de l'hiver 1925-1926, de nouveaux travaux d’approfondissement, d’élargissement et d'endiguement du fleuve ont entrepris, de plus un pont-barrage est construit en 1930, dans le cadre de l'Exposition internationale de l’Eau, au niveau de l'île Monsin, zone qui accueille, dès 1937, le port autonome de Liège. Ce pont-barrage permet de remplacer plusieurs écluses situées en pleine ville et de stabiliser le cours de la Meuse. Ces nouveaux aménagements rendent obsolètes le chenal et ce dernier est comblé dans les années 1930 hormis une partie en prévision d’y établir un port de plaisance.

## Le Plongeur

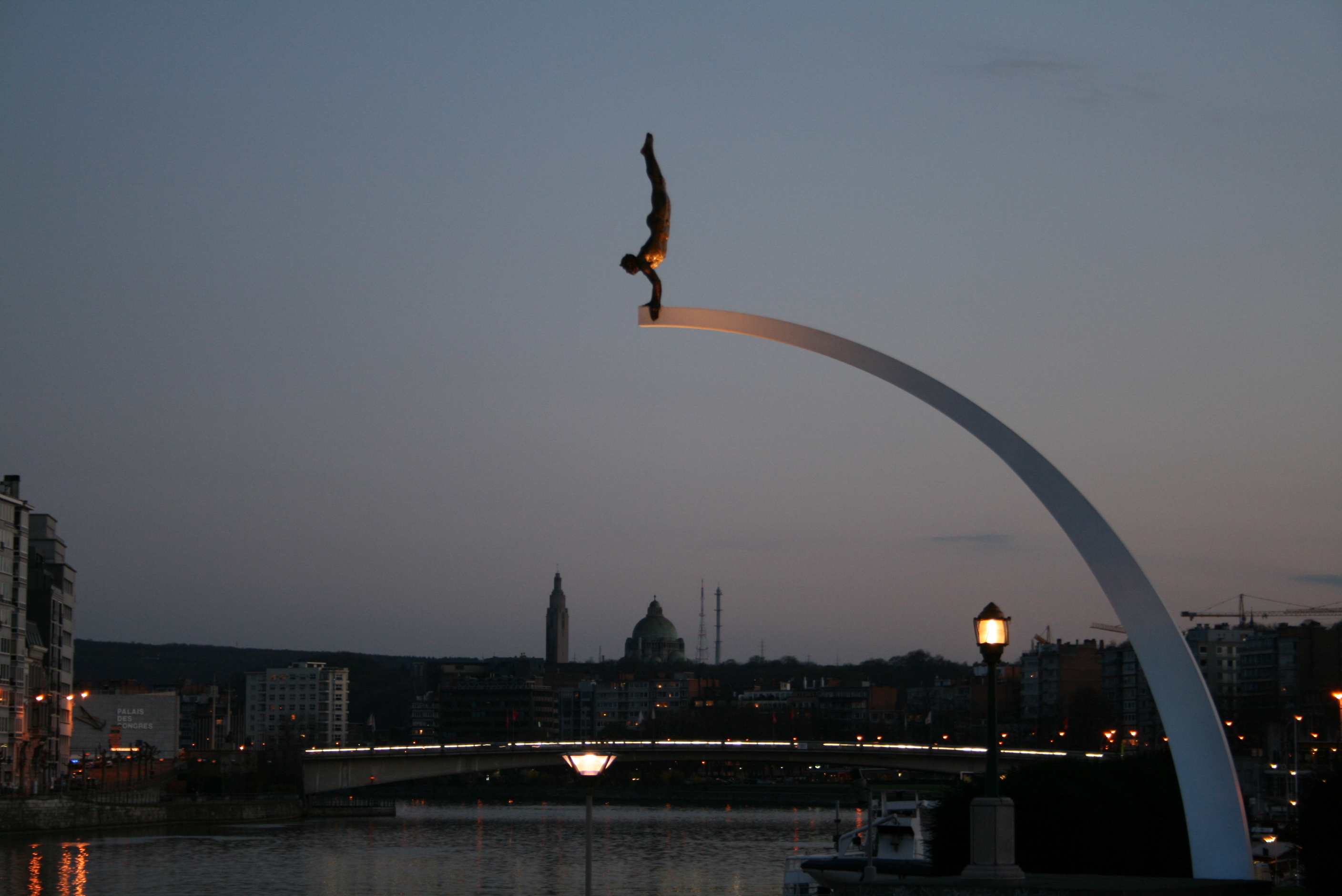
Le Plongeur

Cette sculpture, de l'artiste roumain Idel Ianchelevici, avait été commandée pour l'Exposition de l'eau de 1939 où elle surplombait la piscine du Lido à l'entrée du canal Albert.
L'exposition fut démontée et vu son succès, la réplique du plongeur fut achetée par la ville qui décida d'en construire une copie en matériaux plus durables (l'original était en terre-plâtre).
Survient la Deuxième Guerre mondiale et le Plongeur se retrouve dans les caves du Palais des beaux-arts d'où il ne ressort qu'en 1998. L'œuvre reconstituée d'après des documents d'époque est installée à la pointe du port des yachts dans l'axe du boulevard Piercot et inaugurée en 2000.
L'arc en acier peint, d'un rayon de 10 m, d'un poids de 3,5 tonnes ; le plongeur mesure 3,20 m, pèse 80 kg et est construit en polyester creux sur structure métallique.